# Call of Duty: Advanced Warfare
„Call of Duty: Advanced Warfare“ е игра от ежегодната поредица Call of Duty. Изданието за 2014 година се подготвя от изцяло нова компания – Sledgehammer Games. Студиото се присъединява към създателите на поредицата Infinity Ward и Treyarch, които се редуват с разработването на Call of Duty игри всяка година.

## Геймплей
Call of Duty: Advanced Warfare се очаква да е най-голямата стъпка напред в поредицата откъм иновации в геймплея за последните години. Робърт Котик, изпълнителният директор на разпространителите Activision окачествява играта като „вероятно най-доброто Call of Duty изобщо“. Основната новост в играта са металните екзоскелети, осигуряващи куп свръхчовешки способности на войниците, които ги носят – скорост, отскок и др.
С оглед на периода, в която се развива действието – 50-те години на 21 век – в Call of Duty: Advanced Warfare можем да очакваме куп футуристични оръжия, бойни машини и др. В това число влизат и различни лазери. Разработчици от студиото Sledgehammer твърдят, че автентичността е била от ключова важност при разработката на Advanced Warfare, като са били използвани услугите на футуристи, специалисти във военното дело и дори активни съветници от Пентагона.

## Сюжет
Call of Duty: Advanced Warfare ще акцентира сериозно на сюжета в сингъл кампанията, наред с традиционния за поредицата фокус върху мултиплейъра. За тази цел в играта ще участва с лика си популярния холивудски актьор и носител на две награди Оскар Кевин Спейси. Той ще изиграе ролята на Джонатан Айрънс – ръководител на частна военна компания, която има власт в САЩ. Геймърите няма да имат контрола върху него – вместо това те ще поемат ролята на войника Джак Мичъл (озвучен от Трой Бейкър).
Действието в Call of Duty: Advanced Warfare се развива в средата на 21 век, когато се въздига могъщата терористична организация KVA. През 2054 година, тя нанася тежки удари по множество водещи световни правителства едновременно, с което сериозно затруднява функциите им. В помощ за преодоляване на кризата идват частни военни компании, включително и Atlas на Джонатан Айрънс. Те се превръщат в авангарда в борбата срещу KVA, но същевременно натрупват власт, по-голяма от тази на легитимните правителства.

## Разработка
Call of Duty: Advanced Warfare ще се разработва от компанията Sledgehammer Games. Това ще е първата самостоятелна Call of Duty игра на студиото – то помага на Infinity Ward за Call of Duty: Modern Warfare 3.
От Advanced Warfare нататък, поредицата Call of Duty ще се разработва от три компании, като всяка от тях ще има три години, за да завърши нов представител на серията. До 2014 година, Call of Duty се разработваше от две компании – Infinity Ward и Treyarch – като цикълът е двугодишен.